# Zwartzusters (Asse)
Die in Asse ansässigen Zwartzusters Augustinessen sind eine Ordensgemeinschaft aus der Ordensfamilie der Zwartzusters.

## Geschichte
Im Jahre 1818 pachtete der Pfarrer des Gasthauses zu Asse, Peter Johannes Luckx, das Kastell Walfergem und brachte dort bereits im folgenden Jahr alte und kranke Frauen unter. Wiederum ein Jahr später, nämlich 1820, meldeten sich zwei junge Frauen in der Annahme, dass es sich um eine Klosterneugründung handele, und boten sich als Postulantinnen an. Luckx, welcher bis dahin noch gar nicht an eine Klostergründung gedacht hatte, holte nun die Genehmigung der kirchlichen und weltlichen Obrigkeit ein und nahm die beiden Frauen an.
Bereits 1821 nach Asse umgesiedelt, war das Kloster, dessen erste Oberin seit dem 28. Mai 1822 die Gasthausschwester Norbertina de Greef war, dem heiligen Franz de Hieronymo geweiht. Ein königlicher Regierungsbeschluss von 1824 beschränkte die junge Gemeinschaft auf neun Mitglieder, was sie im folgenden Jahr auch bereits erreichten. Da sich das Wachstum nicht aufhalten ließ, stellte man einen Antrag auf Erhöhung der Mitgliederzahl, welchem am 7. August 1829 stattgegeben wurde. Noch im gleichen Jahr erreichte man mit neun Schwestern und fünf Novizinnen die genehmige Obergrenze von 14 Mitgliedern. 1827 kehrte Schwester Norbertina in ihr Kloster zurück und die junge Gemeinschaft bezog ein Haus bei Waarbeek, wohin sie auch die von ihnen betreuten Waisenkinder mitnahmen. Nachdem sie 1835 endgültig nach Asse zurückgekehrt waren, sandten sie 1842 fünf Schwestern und eine Novizin zur Neugründung nach Sint-Truiden.
1860 immer noch mit einer Anzahl von 15 Schwestern, stieg die Zahl der Eintritte besonders seit 1890, so dass die Kongregation bischöflichen Rechtes im Jahre 1922 rund 60 Schwestern umfasste. Doch trotz dieser erfreulichen Entwicklung kam es erst 1940 zur Gründung eines Filialklosters in Sint-Lambrechts-Woluwe, welches seit 1946 auch das Noviziat beherbergte, und einer weiteren Gründung in Sint-Pieters-Woluwe 1945. 1968 noch mit 18 Schwestern in drei Häusern tätig, starb die Gemeinschaft, welche seit 1955 keine Eintritte mehr zu verzeichnen hatte, bis 1998 auf drei Schwestern aus.